# The Mock Turtles
A The Mock Turtles egy 1985-ben alapított angol indie rock együttes Manchesterből, egyik úttörő zenekara volt a 80-as évek vége és a 90-es évek eleje között virágzó Madchester mozgalomnak. Az 1991-ben kiadott Can You Dig It című számuk szerepelt a brit listákon.

## Diszkográfia
- Turtle Soup  (1990)
- 87–90  (1991)
- Two Sides  (1991)
- Can You Dig It – The Best Of The Mock Turtles  (2003)

## Fordítás
- Ez a szócikk részben vagy egészben  a   The Mock Turtles című angol Wikipédia-szócikk fordításán alapul.  Az eredeti cikk szerkesztőit annak laptörténete sorolja fel. Ez a jelzés csupán a megfogalmazás eredetét és a szerzői jogokat jelzi, nem szolgál a cikkben szereplő információk forrásmegjelöléseként.